# ANZ Championship
O ANZ Championship foi um torneio de golfe profissional masculino, cossancionado pelo European Tour e pelo PGA Tour of Australasia, disputado na Austrália entre os anos de 2002 e 2004. De forma única dos dois circuitos, foi disputado usando um sistema de pontuação stableford modificado, idêntico ao primeiro torneio do Circuito PGA, The International. Na última edição, em 2004, a inglesa Laura Davies se tornou a primeira golfista do sexo feminino a competir no Australasian Tour e no European Tour, terminando ao lado do último lugar com −13 pontos.

## Campeões
| Ano  | Campeão            | Local      | País                 | Pontos | Margem de Vitória | Vice-campeão               | Ref         |
| ---- | ------------------ | ---------- | -------------------- | ------ | ----------------- | -------------------------- | ----------- |
| 2004 | Brian Davis        | Inglaterra | Horizons Golf Resort | 44     | 1 ponto           | Paul Casey                 | [ 1 ] [ 2 ] |
| 2003 | Paul Casey         | Inglaterra | New South Wales GC   | 45     | 4 pontos          | Stuart Appleby Nick O'Hern | [ 3 ] [ 4 ] |
| 2002 | Richard S. Johnson | Suécia     | The Lakes GC         | 46     | 2 pontos          | Scott Laycock Craig Parry  | [ 5 ] [ 6 ] |